# 皮斯基 (科留科夫卡區)
51°40′52″N 32°9′0″E / 51.68111°N 32.15000°E
皮斯基（烏克蘭語：Піски），是烏克蘭北部的村莊，隸屬切爾尼希夫州的科留基夫卡區。該村始建於1550年，面積0.98平方公里，海拔高度131米，2001年人口100，人口密度每平方公里101.7人。